# Monaster św. Symeona Słupnika w Brześciu
Monaster św. Symeona Słupnika – prawosławny męski klasztor w Brześciu, funkcjonujący od początku XVI w. do 1823. 
Męski klasztor prawosławny w Brześciu powstał na początku XVI stulecia jako fundacja rodu Sołtanów. Po zawarciu unii brzeskiej odrzucił jej postanowienia i pozostał ośrodkiem prawosławnym, główną placówką duszpasterską tego wyznania w Brześciu. Po III rozbiorze Polski znalazł się w jurysdykcji biskupa mińskiego i słuckiego Hioba. Mnisi prowadzili parafię, do której należało kilkadziesiąt osób. 
W 1798 monaster, dotąd zarządzany przez ihumenów, uzyskał wyższą rangę archimandrii. Pierwszym przełożonym wspólnoty noszącym nowy tytuł miał być dotychczasowy ihumen Gabriel, jednak zmarł on, nie doczekawszy ceremonii nadania godności. W 1799 jego następcą został ihumen Sofroniusz z monasteru Trójcy Świętej w Słucku. Podniesienie statusu monasteru łączyło się z podporządkowaniem mu czterech mniejszych wspólnot: monasteru w Zabłudowie, Bielsku Podlaskim oraz klasztorów Przemienienia Pańskiego i Trójcy Świętej w Drohiczynie. Monaster w Brześciu otrzymał również stałą roczną dotację państwową w wysokości 300 rubli i uposażenie w postaci dwóch karczm, młyna oraz 53 dziesięcin i 1030 sążni ziemi. Mimo to sytuacja materialna wspólnoty była nadal trudna. W 1815 i 1819 zabudowania klasztorne uległy zniszczeniu wskutek pożaru, co przyczyniło się do podjęcia decyzji o jego zamknięciu.
W 1823 monaster został zlikwidowany. W tym samym roku oraz w roku następnym uległy likwidacji również wszystkie jego placówki filialne w Zabłudowie, Bielsku i Drohiczynie. Fakt ten miał związek z polityką względnej tolerancji, jaką prowadził w stosunku do osób innych wyznań niż prawosławne car Aleksander I. Podstawową przyczyną podjęcia decyzji o likwidacji monasterów było jednak ich ubóstwo i niewielka liczba mnichów. Cerkwie monasterskie pozostały czynne w charakterze parafii, zaś zakonnicy musieli zamieszkać w innych wspólnotach. Zabudowania monasteru w Brześciu ostatecznie uległy zniszczeniu w 1834, w czasie budowy twierdzy brzeskiej, razem z szeregiem innych obiektów położonych na prawym brzegu Muchawca. Nawiązaniem do tradycji klasztoru było wzniesienie w 1865 soboru św. Symeona w Brześciu. 
Z monasterem związany był św. Atanazy Brzeski – ihumen wspólnoty w I połowie XVII w..